# Imre Makovecz
Imre Makovecz (n. 20 noiembrie 1935,  Budapesta, Regatul Ungariei – d. 27 septembrie 2011, Budapesta, Ungaria) a fost un arhitect maghiar care și-a desfășurat activitatea din anii '50. Absolvent al Universității Tehnice din Budapesta, Makovecz a fost un exponent important al arhitecturii organice.

## Galerie de imagini

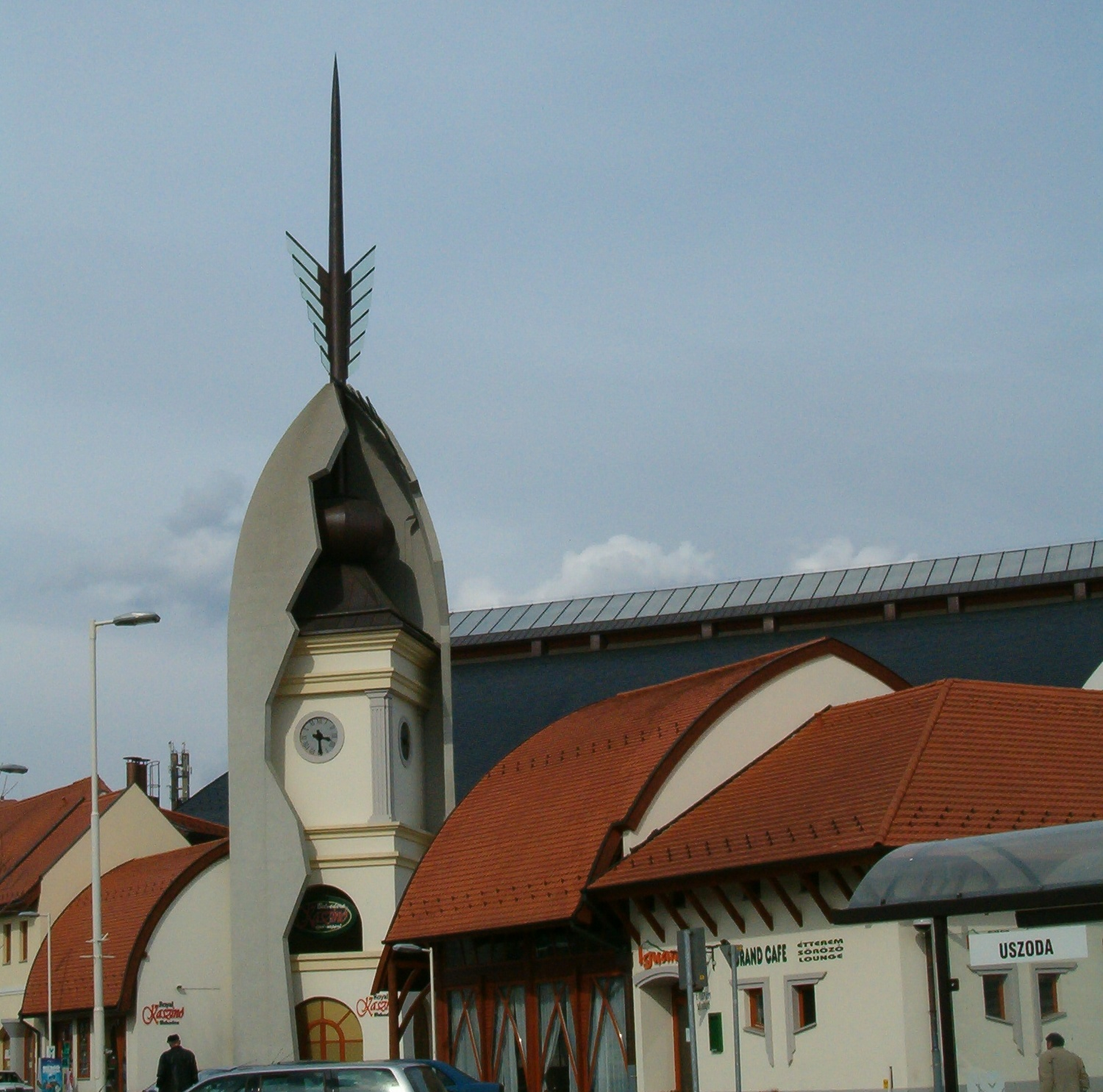
Baza sportivă,Eger
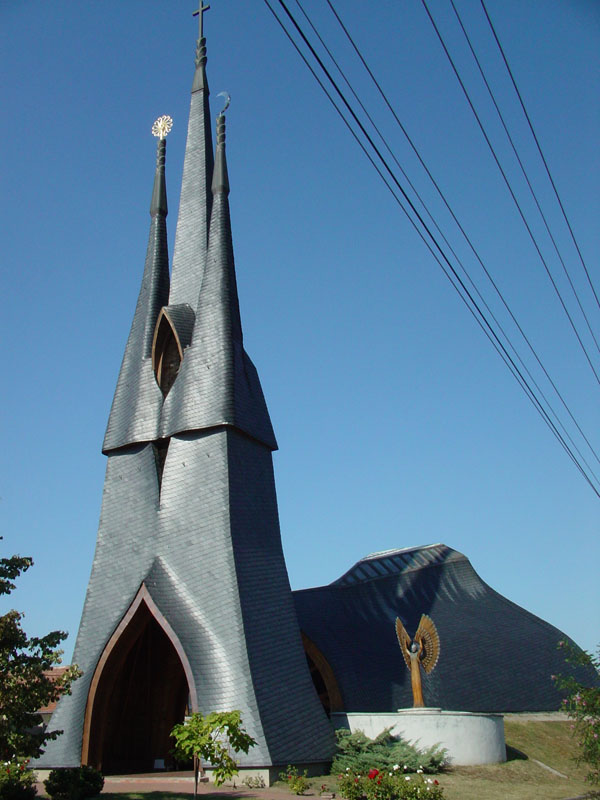
Biserica Sfântul Duh din oraşul Paks
Capela funerară din municipiul Sfântu Gheorghe

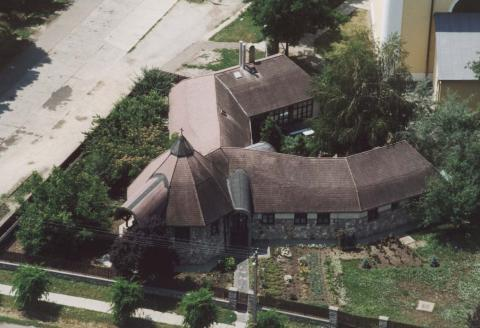
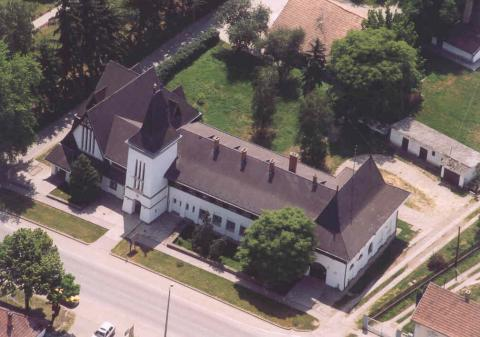
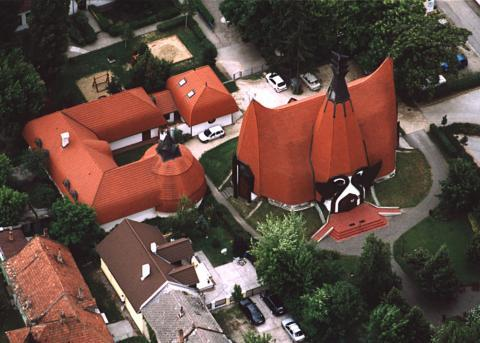
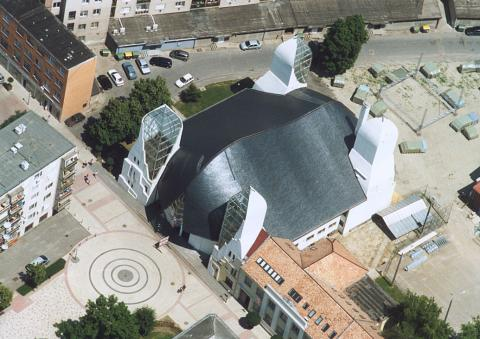